# Togoland britannico
Il Togoland britannico è stato un mandato britannico della Società delle Nazioni nell'Africa occidentale. Nacque di fatto nel 1916 a seguito della spartizione del Togoland tedesco in due territori, il Togoland francese e il Togoland britannico, durante la prima guerra mondiale. Nel 1922, il Togoland britannico fu formalmente posto sotto il controllo britannico mentre il Togoland francese, l'attuale Togo, fu posto sotto il controllo francese, entrambi sotto forma di mandato della Società delle Nazioni.

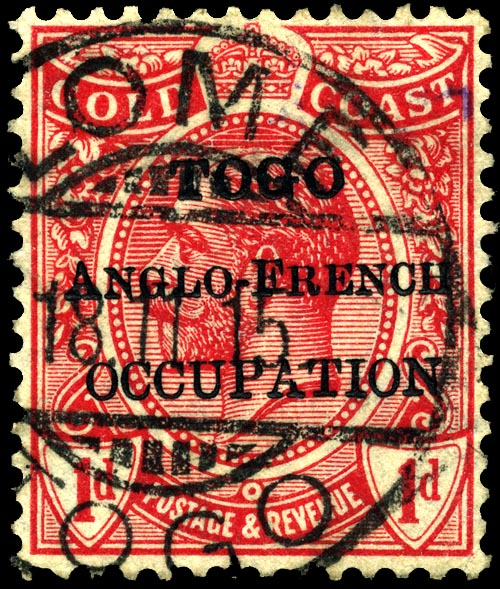
Francobollo con la sovrastampa "Togo Anglo-French Occupation" del 1915.

Dopo la seconda guerra mondiale lo status politico del Togoland britannico cambiò, diventando un territorio in amministrazione fiduciaria delle Nazioni Unite, sempre affidato al Regno Unito. Nel maggio 1956, durante la decolonizzazione dell'Africa, fu organizzato un referendum per decidere il futuro del territorio. La maggioranza dei partecipanti votò per unire il territorio con quello della vicina colonia della corona britannica della Costa d'Oro.
La capitale del Togoland britannico era Ho, che ora è il capoluogo della Regione del Volta, che include la maggior parte del territorio dell'ex mandato.

## Storia

### Nascita

Il Togoland francese (in rosa) e il Togoland britannico (in verde).

Il territorio del Togoland britannico fu inizialmente costituito in seguito alla spartizione del Togoland il 27 dicembre 1916, durante la prima guerra mondiale. Gli eserciti britannico e francese avevano già occupato il Togoland. Dopo la fine della guerra, il 20 luglio 1922, la Società delle Nazioni assegnò il proprio mandato trasferendo formalmente il controllo al Regno Unito.

### Amministrazione fiduciaria delle Nazioni Unite
Dopo la seconda guerra mondiale, il mandato divenne un territorio in amministrazione fiduciaria delle Nazioni Unite sotto il controllo del Regno Unito. Durante il periodo del mandato e dell'amministrazione fiduciaria, il Togoland britannico fu amministrato come parte del limitrofo territorio della Costa d'Oro, con il nome di Trans-Volta Togo (TVT).

### Congresso del Togoland
Nel 1954 il governo britannico informò le Nazioni Unite che non sarebbe stato in grado di gestire il territorio in amministrazione fiduciaria dopo il 1957. In risposta, nel dicembre 1955, l'assemblea generale delle Nazioni Unite approvò una risoluzione in cui consigliava al governo britannico di tenere un referendum sullo status del Togoland britannico. Esso si tenne il 9 maggio 1956, sotto la supervisione delle Nazioni Unite, con la scelta tra la formale integrazione con la futura indipendente Costa d'Oro o la continuazione come territorio in amministrazione fiduciaria.
Il Congresso del Togoland (Togoland Congress) fece propaganda contro l'integrazione. Ci fu un'esplicita opposizione all'incorporazione da parte della popolazione ewe che votò contro, poiché gli ewe ambivano all'unificazione del proprio popolo, presente sia nella parte britannica sia in quella francese del Togoland, con la formazione di uno stato ewe separato (il moderno Togo).
L'esito del voto ha evidenziato il 42% contrario (Togoland Congress) e il 58% favorevole all'integrazione. Il 13 dicembre 1956, tale unificazione divenne effettiva, con la creazione di un'unica entità che divenne il territorio della regione del Volta il 6 marzo dell'anno seguente. Nel marzo 1957, infine, la Costa d'Oro ottenne l'indipendenza con il nome di Ghana.

## Economia
Gran parte dell'economia del Togoland britannico era basata sul cacao, esportato principalmente attraverso la Costa d'Oro e il Togo francese. Tra gli altri prodotti esportati, si segnalavano caffè, cotone, noci di palma e noci di cola.

## Popolazione
Nel 1938 il territorio aveva circa 370.000 abitanti, in gran parte indigeni; la religione cattolica contava circa 25.700 fedeli.